# Carl Stellwag von Carion
Karl Stellwag von Carion (28. ledna 1823 Dlouhá Loučka – 21. listopadu 1904 Vídeň) byl rakouský oftalmolog a profesor.

## Život
Po ukončení studia na gymnáziu v Olomouci od roku 1841 studoval medicínu na Karlově univerzitě v Praze a na Vídeňské univerzitě, kde v roce 1847 obdržel doktorát. Po ukončení studia byl asistentem na očním oddělení ve Vídeňské všeobecné nemocnici. V roce 1848 převzal oční oddělení. V Brně krátce provozoval soukromou praxi (1851), ale záhy se vrátil do Vídně. V roce 1854 byl soukromým lektorem na Vídeňské univerzitě, kde v roce 1857 získal titul profesor extraordinarius a od roku 1855 přednášel na Vídeňské medicínsko-chirurgické akademii (Josefinum). V roce 1873 se stal univerzitním profesorem oftalmologie na Vídeňské univerzitě. V roce 1883 se stal ředitelem oční kliniky na Josefinum. V roce 1894 odešel do důchodu a v roce1895 se vzdal soukromé praxe.
Stellwag von Carion se podílel na vyšetřování glaukomu, akomodace a světelné polarizace a je připomínán jeho rozsáhlý výzkum zahrnující anomálie refrakce. V roce 1856 vytvořil termín ectopia lentis (dislokace oční čočky), když popisoval pacienta, který měl vrozenou dislokaci oční čočky.
Byl autorem mnoha prací v oboru oftalmologie, včetně široce populární Lehrbuch der praktischen Augenheilkunde, kniha, která byla později přeložena do italštiny, maďarštiny a angličtiny. V roce 1861 pomáhal Carlovi Wedlovi v publikaci prvního histopatologického atlasu oka. Jeho jménem je pojmenován Stellwagův příznak, což je pomalé a řídké mrkání při tyreotoxikóze a při Parkinsonově nemoci. Byl prvním, kdo zaznamenal změny zornice při tabes dorsalis a patřil k prvním autorům zkušebních obrazců pro hodnocení ostrosti vidění.
Svou unikátní knihovnu věnoval univerzitě v Insbruku

## Ocenění
Dne 10. října 1888 se stal členem Německé akademie věd Leopoldina.
V roce 1894 obdržel Císařský rakouský řád Lepoldův a císařský brazilský Řád růže.

## Publikační činnost
- Die Accommodationsfehler des Auges, 1855 Dostupné online.
- Theorie der Augenspiegel : auf elementarem Wege aus den Grundsätzen der Optik entwickelt. Wien: Gerold 1854, Dostupné online.
- Die Ophthalmologie vom naturwissenschaftlichen Standpunkte. Band 1, Freiburg: Herder 1853, Band 2, Erlangen: Enke 1858, Díl 1. Dostupné online. Díl 2.
- Lehrbuch der praktischen Augenheilkunde. Wien: Braumüller 1862, Dostupné online.
- s Carlem Wedlem: Atlas der pathologischen Histologie des Auges, Leipzig: Wigand 1861, Dostupné online.